# Bose-Einsteinstatistiek

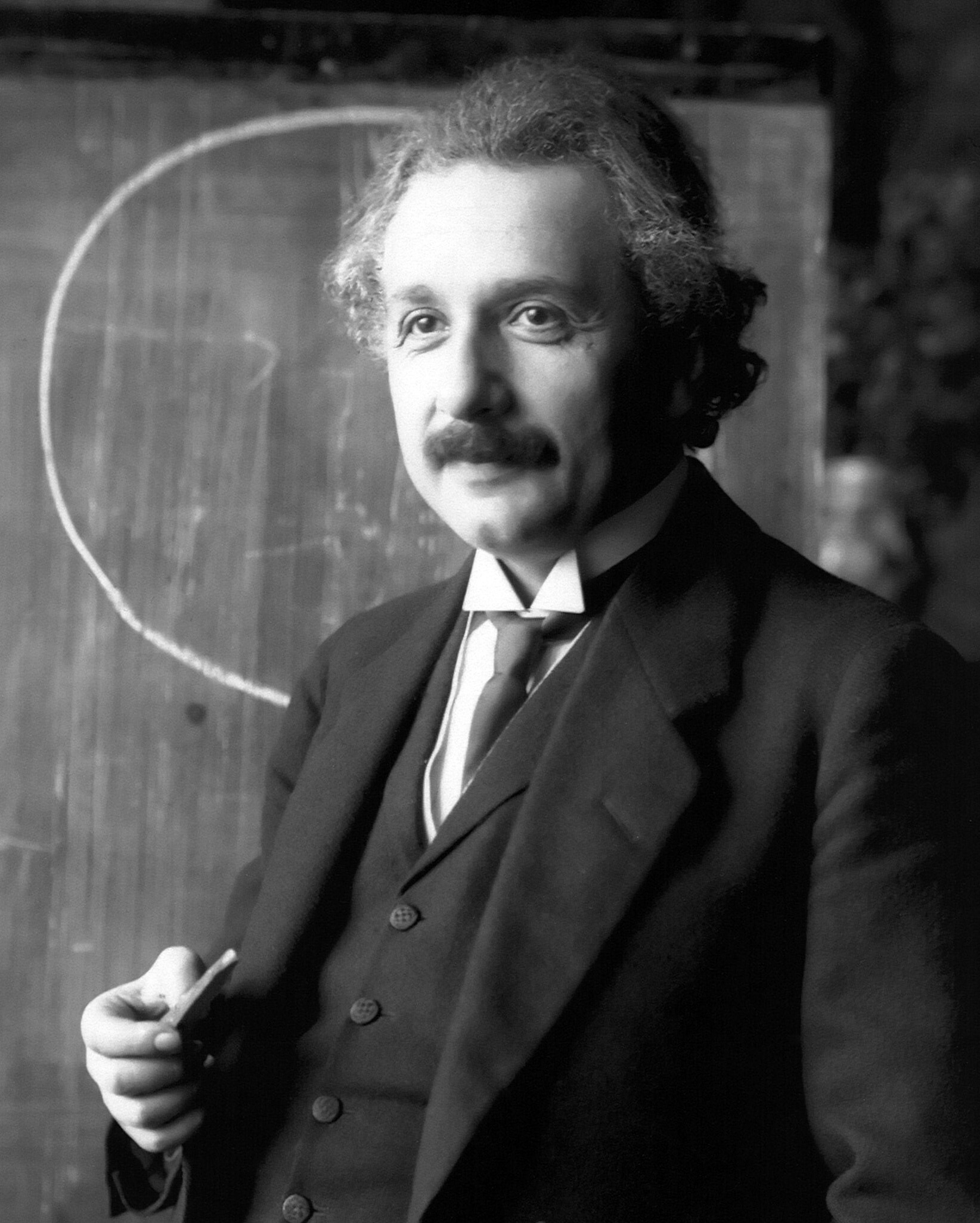
Albert Einstein in 1921.

De Bose-Einsteinstatistiek beschrijft de gemiddelde bezetting voor de energieniveaus van ononderscheidbare bosonen in thermisch evenwicht. Een boson is een deeltje met een spin die een gehele waarde heeft, en dat daarom niet aan het uitsluitingsprincipe van Pauli voldoet. 
De Bose-Einsteinstatistiek werd ontwikkeld door Satyendra Nath Bose voor fotonen en gegeneraliseerd tot atomen door Albert Einstein. 
Volgens de Bose-Einsteinverdeling is het verwachte ("gemiddelde") aantal deeltjes in een bepaalde energietoestand gelijk aan 
{\displaystyle \langle n_{E}\rangle ={\frac {1}{e^{\beta (E-\mu )}-1}}}
waarin {\displaystyle E} de energie van die toestand is, {\displaystyle \mu } de chemische potentiaal is, en {\displaystyle \beta =1/(k_{B}T)}, waarin {\displaystyle k_{B}} de Boltzmannconstante en {\displaystyle T} - de temperatuur in kelvin.
De chemische potentiaal in deze vergelijking is altijd negatief of nul. Bij hogere temperaturen ({\displaystyle E-\mu \gg k_{B}T}) kan de term '−1' in de noemer verwaarloosd worden, waardoor de vergelijking gelijk wordt aan de Maxwell-Boltzmann-verdeling uit de klassieke fysica. 
{\displaystyle \langle n_{E}\rangle =e^{-\beta (E-\mu )}}
Aangezien fotonen spin 1 hebben, en dus bosonen zijn, voldoen zij aan de Bose-Einsteinstatistiek. Toegepast op licht staat deze vergelijking ook bekend als de Wet van Planck. 
Deze vergelijking verklaart het gedrag van zwarte lichamen. De afleiding van deze vergelijking door Max Planck vormde de start van het wetenschapsgebied van de kwantummechanica. 
Het feit dat het uitsluitingsprincipe van Pauli niet opgaat voor bosonen leidt tot de mogelijkheid van het vormen van een bose-einsteincondensaat, waarbij een aanzienlijke fractie van de deeltjes zich in de grondtoestand bevindt. 